# 시즈나이정
시즈나이정(일본어: 静内町)은 일본 홋카이도 히다카 지청 관내에  설치되었던 정이다.

## 지리
히다카 지청 해안 중부에 위치한다. 남서부는 태평양에 접해 있고, 북동부에는 히다카 산맥이 있다. 시가지가 시즈치강 하구에 펼쳐져 있다. 

## 역사
- 1909년 - 시모게촌, 가미게호촌, 나카게호촌, 도오부쓰촌, 루베시베촌, 이치부촌, 만쿤베쓰촌, 몬베쓰촌, 메나촌, 노야촌, 우라촌, 하루다치촌, 후카니촌, 사메촌, 오토에촌, 도오베쓰촌이 합병해, 2급정촌제 시행으로 시즈나이군 시즈나이촌이 성립하였다.
- 1924년 - 1급정촌제가 시행되었다.
- 1931년 - 정으로 승격해, 시즈나이정이 되었다.

2003년 1월부터 니캇푸정, 미쓰이시정과 합병을 협의하여 당초 시 승격 예정으로 신시 명칭은 '히다카시'로 결정되었으나, 이후 니캇푸정에서 합병 시기를 연기해 달라는 요청이 있어 2004년 12월 7일을 기점으로 3도시의 합병 협의는 중단되었다.
그 후 니캇푸정은 이탈되어, 미쓰이시정과 새롭게 협의회를 설치하고, 새로운 마을 이름을 신히다카정, 합병일을 2006년 3월 31일로 합의, 2005년 3월 22일 합병 협정서에 서명, 3월 25일 양 마을 의회에서, 7월 1일 홋카이도 의회에서 합병 관련 의안이 통과되고, 8월 19일 총무부장관이 관보에 고시했다, 이로써 시즈나이정의 역사에 종지부를 찍었다. 

## 교통

### 철도
- 홋카이도 여객철도 히다카 본선

### 도로
- 국도 235호선